# Dante con la Divina Commedia
Dante con la Divina Commedia (per esteso Dante col libro della Commedia, tre regni e la città di Firenze) è un dipinto a tempera su tela (232x292 cm) di Domenico di Michelino basato su un disegno di Alesso Baldovinetti, datato al 1465 e conservato nel Duomo di Firenze. 

## Storia

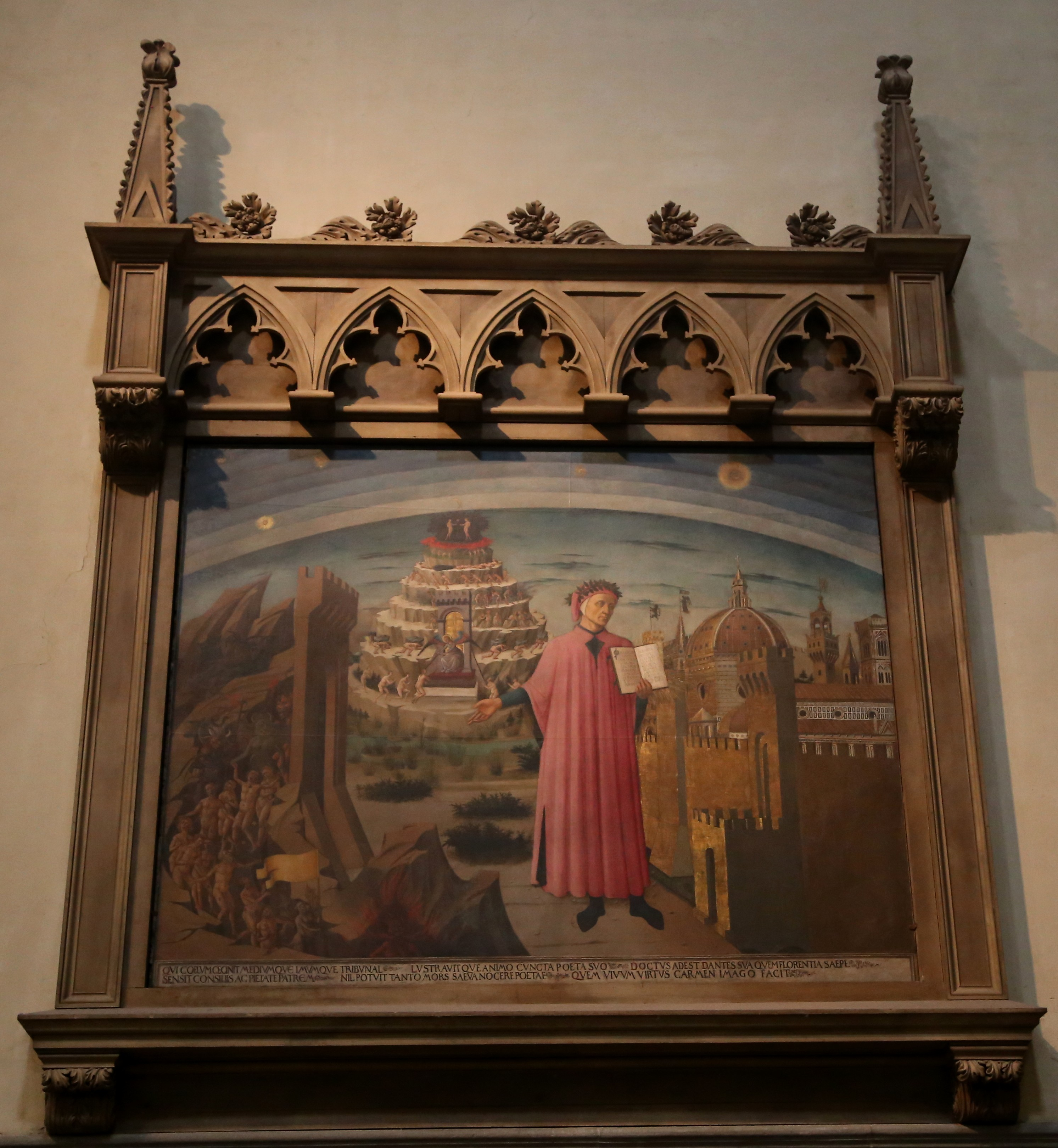
L'opera nella sua cornice neogotica

Opera assai nota e citata anche nella maggior parte delle guide antiche di Firenze, era tradizionalmente riferita all'Orcagna, o tutt'al più a Giotto. Venne poi legata alla notizia di un ritratto di Dante fatto dal frate francescano Maestro Antonio e collocato in Duomo tra il 1420 e il 1430, in occasione di una serie di commenti pubblici della Commedia. 
Già i primi studi moderni di storia dell'arte misero in evidenza l'incongruenza delle datazioni tradizionali con lo stile dell'opera. Nel 1840 G. Gaye pubblicò infatti i documenti relativi all'allogazione dell'opera, nei quali risulta che Domenico di Michelino, artista piuttosto attardato, ricorrente spesso a stilemi e ornamentazioni del tardo gotico, avesse eseguito l'opera su disegno di Alesso Baldovinetti, in stile decisamente rinascimentale. Per il pagamento dell'opera resta l'estimazione fatta dallo stesso Baldovinetti e da Neri di Bicci il 30 gennaio (stile comune) e il 19 giugno 1465. In quelle valutazioni si evidenzia che il pittore aveva aggiunto dettagli decorativi "di grande difficoltà". L'opera di Domenico di Michelino doveva sostituire quell'effige più antica di Dante opera di Maestro Antonio, citata dalle fonti come vittima di spostamenti tra il duomo, Santa Croce e il battistero. 
La commissione coincideva col secondo centenario della nascita dell'artista, in base al calcolo fatto dai commentatori della Divina Commedia secondo cui Dante aveva trentacinque anni (il "mezzo del cammin") nel 1300. Si inseriva inoltre in un progetto più ampio e a lungo termine della celebrazione dei fiorentini illustri nella cattedrale, del quale fanno parte gli affreschi equestri monumentali Giovanni Acuto e Niccolò da Tolentino, e il monocromo per Luigi Marsili di Bicci di Lorenzo.
Il dipinto fu leggermente restaurato nel 1519 da Giovanni Cianfanini, poi più pesantemente nel 1840 da Antonio Marini, e di nuovo nel 1966 e negli anni novanta del Novecento.
La cornice neogotica risale, con tutta probabilità, all'Ottocento.

## Descrizione

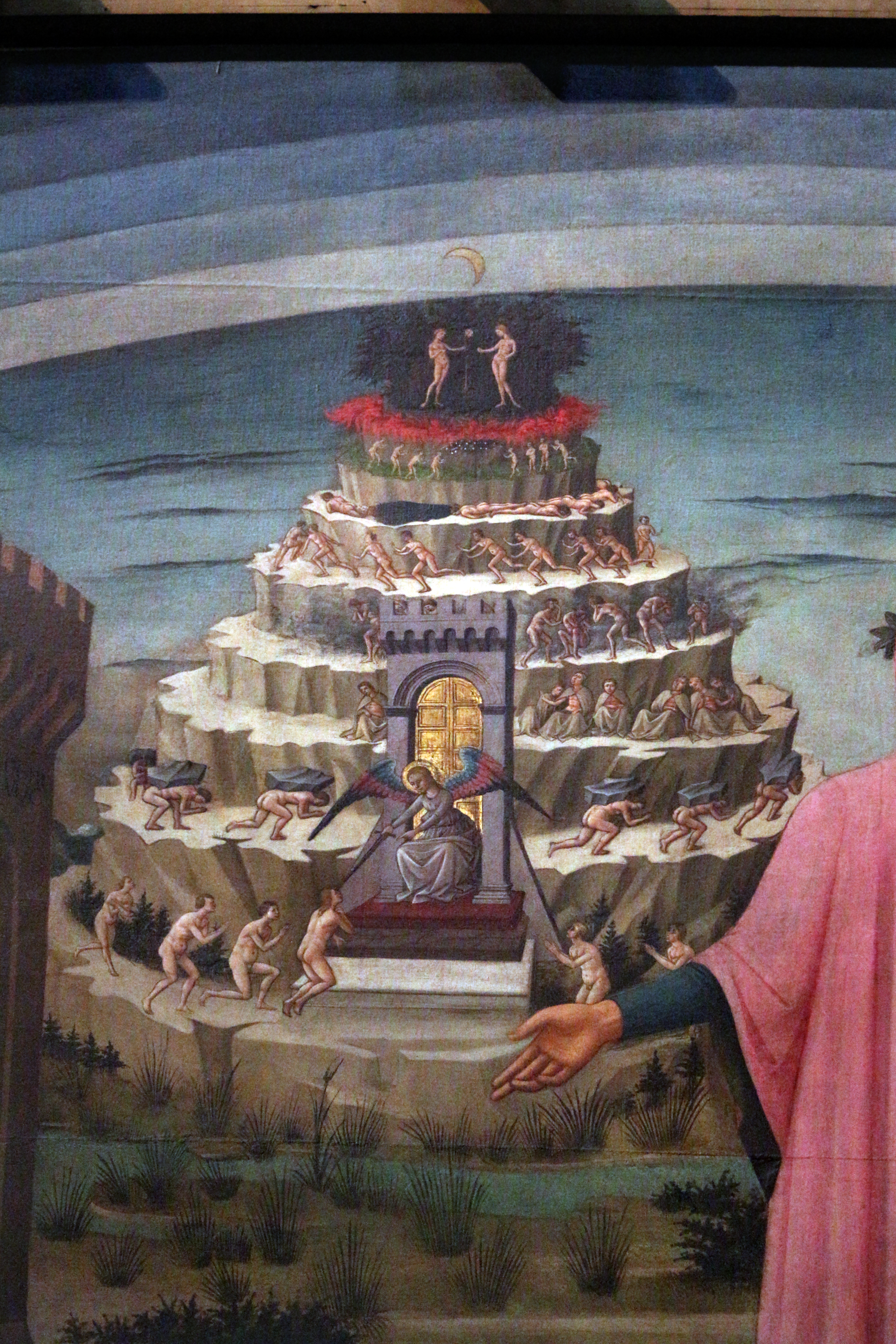
Il Purgatorio

Il dipinto, di forma rettangolare, raffigura il poeta al centro, con una lunga tunica rossa, lo chaperon in testa con la corona d'alloro, la Divina Commedia aperta nella mano sinistra e con la destra che indica i mondi ultraterreni raccontati nell'opera, ovvero la fossa dell'Inferno, poi il monte del Purgatorio, e infine i cieli concentrici del Paradiso. A destra, sottodimensionata, una veduta di Firenze, cinta dalle sue mura (si noti la forma originaria delle porte, forse qui Porta San Gallo), in cui si riconoscono il Duomo con la cupola e il campanile, la torre del Bargello e del palazzo dei Priori, il campanile della Badia Fiorentina (ciascuno con le rispettive banderuole), e quello di Santa Maria Novella. Da notare che in questa rappresentazione si vede già la lanterna del Duomo, completata nel 1461, e la palla con la croce dorata, sicuramente già in progetto, ma messa in opera dal Verrocchio solo nel 1468-1472.
Dal libro si dipartono raggi d'oro in direzione della città, verso la quale guarda anche Dante, autocelebrando come l'opera diede lustro a tutta Firenze.
La lunga iscrizione, già riferita a Coluccio Salutati, fu probabilmente dettata da Bartolomeo Scala: 
     Qui Coelum cecinit mediumque, imumque tribunal,

          Lustravitque oculis cuncta Poeta suis,

     Doctus adest Dantes sua quem Florentia saepe

          Sensit consiliis, ac pietate patrem.

     Non potuit tanto mors saeva nocere poetae

          Quem vivum virtus carmen imago facit.
Traduzione: «Il sapiente Dante, il poeta che cantò il cielo e il mediano e l'infimo tribunale, che tutte le cose illuminò col suo pensiero, è presente in questa pittura, egli di cui spesso la sua Firenze ha sperimentato il paterno consiglio e l'amore. In nulla poté la morte pur così crudele nuocere al poeta che la virtù il carme e l'immagine fanno vivere».